# Setophaga dominica
Setophaga dominica là một loài chim trong họ Parulidae.